# Моршвиллер-ле-Ба
Моршвиллер-ле-Ба (фр. Morschwiller-le-Bas) — коммуна на северо-востоке Франции в регионе Гранд-Эст (бывший Эльзас — Шампань — Арденны — Лотарингия), департамент Верхний Рейн, округ Мюлуз, кантон Кингерсайм. До марта 2015 года коммуна административно входила в состав упразднённого кантона Мюлуз-Сюд (округ Мюлуз).
Площадь коммуны — 7,55 км², население — 3039 человек (2006) с выраженной тенденцией к росту: 3527 человек (2012), плотность населения — 467,2 чел/км².

## Население
Численность населения коммуны в 2011 году составляла 3450 человек, а в 2012 году — 3527 человек.
| 1962 | 1968 | 1975 | 1982 | 1990 | 1999 | 2005 | 2006 | 2010 | 2011 | 2012 |
| ---- | ---- | ---- | ---- | ---- | ---- | ---- | ---- | ---- | ---- | ---- |
| 1910 | 1920 | 2122 | 2206 | 2445 | 2606 | 2804 | 3039 | 3432 | 3450 | 3527 |

Динамика населения:

## Экономика
В 2010 году из 2216 человек трудоспособного возраста (от 15 до 64 лет) 1703 были экономически активными, 513 — неактивными (показатель активности 76,9 %, в 1999 году — 70,2 %). Из 1703 активных трудоспособных жителей работали 1560 человек (798 мужчин и 762 женщины), 143 числились безработными (78 мужчин и 65 женщин). Среди 513 трудоспособных неактивных граждан 166 были учениками либо студентами, 196 — пенсионерами, а ещё 151 — были неактивны в силу других причин.
На протяжении 2011 года в коммуне числилось 1418 облагаемых налогом домохозяйств, в которых проживало 3428 человек. При этом медиана доходов составила 23080 евро на одного налогоплательщика.